# كيتيل نيلسن
كيتيل نيلسن (بالنرويجية البوكمول: Kjetil Nilsen)‏ هو لاعب كرة قدم نرويجي في مركز الوسط، ولد في 19 فبراير 1975 في أوسلو في النرويج. لعب مع نادي ليلستروم.